# Positivo X400
Positivo X400 é um modelo de smartphone frabricado no Brasil pela Positivo Informática que roda o sistema operacional Android 4.4 KitKat. O aparelho tem um processador de 1.3Ghz Quad-Core e entrada para 2 chips.

## Lançamento
O lançamento do celular foi feito em fevereiro de 2015, pela Positivo Informática. O dispositivo conta com uma câmera frontal de 5mp, por isso, na época do lançamento, era considerado um bom smartphone para selfies.. O preço sugerido, na época, era de R$549,00.